# 三少爺的劍 (1977年電視劇)
《三少爺的劍》是香港麗的電視在1977年製作的古裝電視劇，全劇共20集，由梁偉民擔任監製，首播於1977年9月。本劇是根據古龍同名小說《三少爺的劍》改編，兩大主角中謝曉峰由萬梓良飾演，燕十三則由徐少強飾演。

## 演員
- 萬梓良 飾 謝曉峰
- 徐少強 飾 燕十三
- 柳影紅 飾 慕容秋荻
- 林司聰 飾 小麗
- 譚一清 飾 謝王孫
- 羅石青 飾 夏侯星
- 凌文海 飾 謝掌櫃
- 董　驃 飾 大老闆
- 陳狄克 飾 烏鴉
- 黃樹棠 飾 葉少坤
- 李茱迪 飾 薛可人
- 梁　天 飾 燕十三父
- 伍永森 飾 竹葉青
- 吳有昇 飾 高通
- 陳彼得 飾 曹冰
- 陳子健 飾 小討厭
- 張　浩 飾 夏侯飛山
- 黎少芳 飾 韓大奶奶
- 洪國華 飾 春花
- 程宜薇 飾 麗紅
- 馮紹薇 飾 秋月
- 陳中堅 飾 慕容正
- 關偉倫 飾 曹寒玉
- 良　鳴 飾 啞巴
- 陳麗雲 飾 啞巴妻
- 岑仲文 飾 張公子
- 梁雪薇 飾 謝鳳凰
- 尹　發 飾 鐵頭
- 盧宛茵 飾 金蘭花
- 蔡水清 飾 老苗子
- 楊世鈞 飾 三角眼
- 李月清 飾 老婆婆
- 麥飛鴻 飾 鐵拳阿勇
- 周麗娟 飾 紫玲
- 朱鐵和 飾 鐵虎
- 關子標 飾 七狼
- 陳陀傑 飾 長三
- 司馬華龍 飾 白木
- 姚偉光 飾 佐佐木
- 甘山 飾 茅大
- 潘有聲 飾 仇二
- 蕭山仁 飾 龜奴
- 陳鴻楷 飾 龜奴

## 主題曲特色
主題曲由梁天主唱，黎小田、陳欣健、華娃、陳美玲、梁婉儀做和聲，中間更有一段獨白出現。

## 外部連結
- 三少爺的劍 (1977)